# Tannay (Ardenes)
Tannay és una població i comuna francesa, a la regió del Gran Est, departament de les Ardenes, en el districte de Vouziers i cantó de Le Chesne. L'any 2007 tenia 147 habitants. Està integrada en la Communauté de communes de l'Argonne Ardennaise.

## Demografia

### Població
El 2007 la població de fet de Tannay era de 147 persones. Hi havia 63 famílies, de les quals 20 eren unipersonals (8 homes vivint sols i 12 dones vivint soles), 20 parelles sense fills i 23 parelles amb fills. La població ha evolucionat segons el següent gràfic: Per als censos de 1962 a 1999 la població legal correspon a la població sense duplicitats, segons defineix l'INSEE.
Habitants censats 

### Habitatges
El 2007 hi havia 77 habitatges, 60 eren l'habitatge principal de la família, 14 eren segones residències i 3 estaven desocupats. 75 eren cases i 2 eren apartaments. Dels 60 habitatges principals, 47 estaven ocupats pels seus propietaris, 11 estaven llogats i ocupats pels llogaters i 2 estaven cedits a títol gratuït; 1 tenia dues cambres, 4 en tenien tres, 11 en tenien quatre i 44 en tenien cinc o més. 49 habitatges disposaven pel capbaix d'una plaça de pàrquing. A 28 habitatges hi havia un automòbil i a 21 n'hi havia dos o més.

### Piràmide de població
La piràmide de població per edats i sexe el 2009 era:
| Homes | Edats   | Dones |
| ----- | ------- | ----- |
| 0     | 95 o +  | 0     |
| 0     | 90 a 94 | 0     |
| 0     | 85 a 89 | 0     |
| 0     | 80 a 84 | 0     |
| 4     | 75 a 79 | 8     |
| 4     | 70 a 74 | 4     |
| 8     | 65 a 69 | 4     |
| 4     | 60 a 64 | 8     |
| 0     | 55 a 59 | 0     |
| 4     | 50 a 54 | 4     |
| 0     | 45 a 49 | 0     |
| 4     | 40 a 44 | 4     |
| 16    | 35 a 39 | 0     |
| 12    | 30 a 34 | 8     |
| 0     | 25 a 29 | 8     |
| 0     | 20 a 24 | 4     |
| 4     | 15 a 19 | 0     |
| 12    | 10 a 14 | 0     |
| 4     | 5 a 9   | 12    |
| 0     | 0 a 4   | 8     |

## Economia
El 2007 la població en edat de treballar era de 77 persones, 54 eren actives i 23 eren inactives. De les 54 persones actives 50 estaven ocupades (31 homes i 19 dones) i 5 estaven aturades (2 homes i 3 dones). De les 23 persones inactives 10 estaven jubilades, 4 estaven estudiant i 9 estaven classificades com a «altres inactius».

### Ingressos
El 2009 a Tannay hi havia 65 unitats fiscals que integraven 170 persones, la mediana anual d'ingressos fiscals per persona era de 14.603 €.

### Activitats econòmiques
Dels 3 establiments que hi havia el 2007, 2 eren d'empreses de comerç i reparació d'automòbils i 1 d'una empresa classificada com a «altres activitats de serveis».
L'únic servei als particulars que hi havia el 2009 era una perruqueria.
L'any 2000 a Tannay hi havia 9 explotacions agrícoles que ocupaven un total de 1.062 hectàrees.

## Poblacions properes
El següent diagrama mostra les poblacions més properes.